# Dunrossness

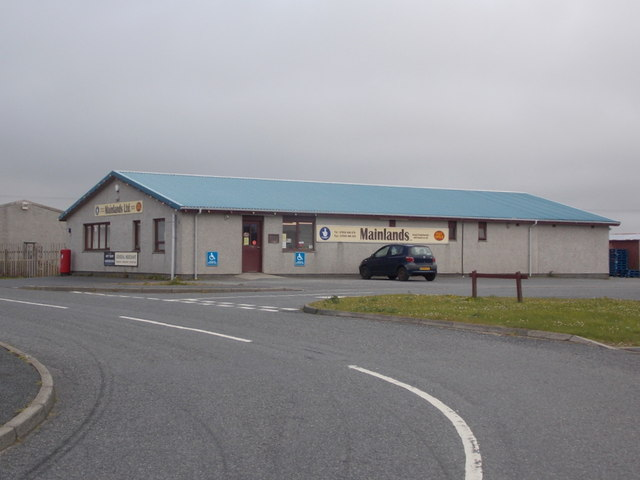
Die Post von Dunrossness

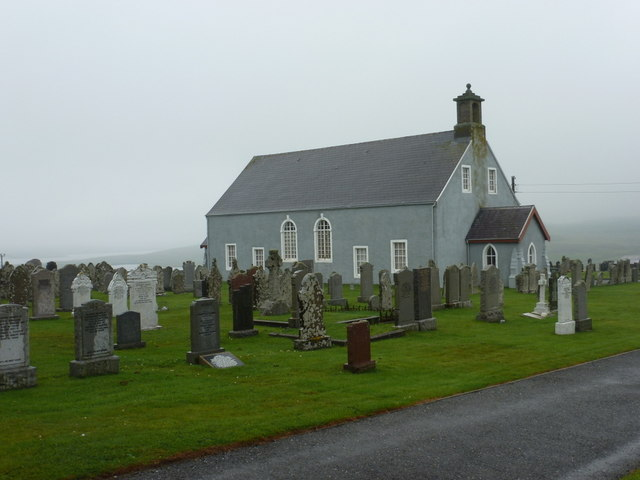
Die Kirche von Dunrossness

Dunrossness ist eine Gemeinde (Community Council Area), die in Schottland im Süden der Shetlandinseln liegt.

## Geographie
Die Ortschaft hatte sich entwickelt um eine Kirche, die 1790 in der Nähe einer Straßenkreuzung im Süden von Mainland errichtet worden war. Sie steht, etwas erhöht, zwischen dem See Loch of Brow im Westen und der Bucht Voe im Osten. Nach Lerwick sind es 26 Kilometer im Nordosten und, in der gleichen Richtung, nach Boddam ein knapper Kilometer. Die Gemeinde umfasst ein Postamt, eine Polizeistation sowie ein Gewerbegebiet. Die Grundschule steht im Osten, in Richtung Boddam, eine Kirche der Baptisten im Westen, in Richtung Ringasta. Weitere Ortschaften in der Nähe sind Skelberry im Norden, Longfield im Nordwesten und Hillwell im Südwesten.

## Historisches
Im Rahmen der historischen Gliederung Schottlands in Civil Parishes ist Dunrossness der Hauptort einer gleichnamigen Einheit. Die Kirche des Ortes ist 1977 als Listed Building der Kategorie B eingestuft worden.
Der Broch von Levenwick liegt nördlich von Dunrossness.

## Verkehr
In Dunrossness verläuft die A970, die, in diesem Abschnitt, Sumburgh im Süden mit Lerwick im Norden verbindet.